# Albert-Schweitzer-Gymnasium Leonberg

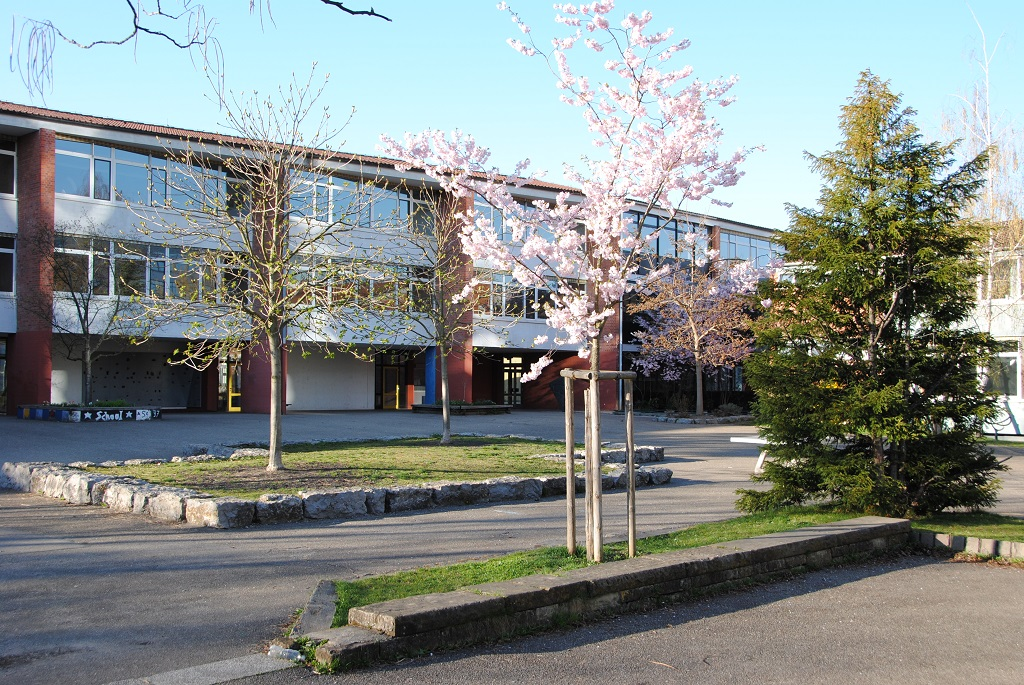
Der Schulhof im Frühjahr.

Das Albert-Schweitzer-Gymnasium (ASG) ist ein allgemeinbildendes Gymnasium der Stadt Leonberg bei Stuttgart. Es wurde nach dem Arzt, Theologen und Friedensnobelpreisträger Albert Schweitzer benannt.

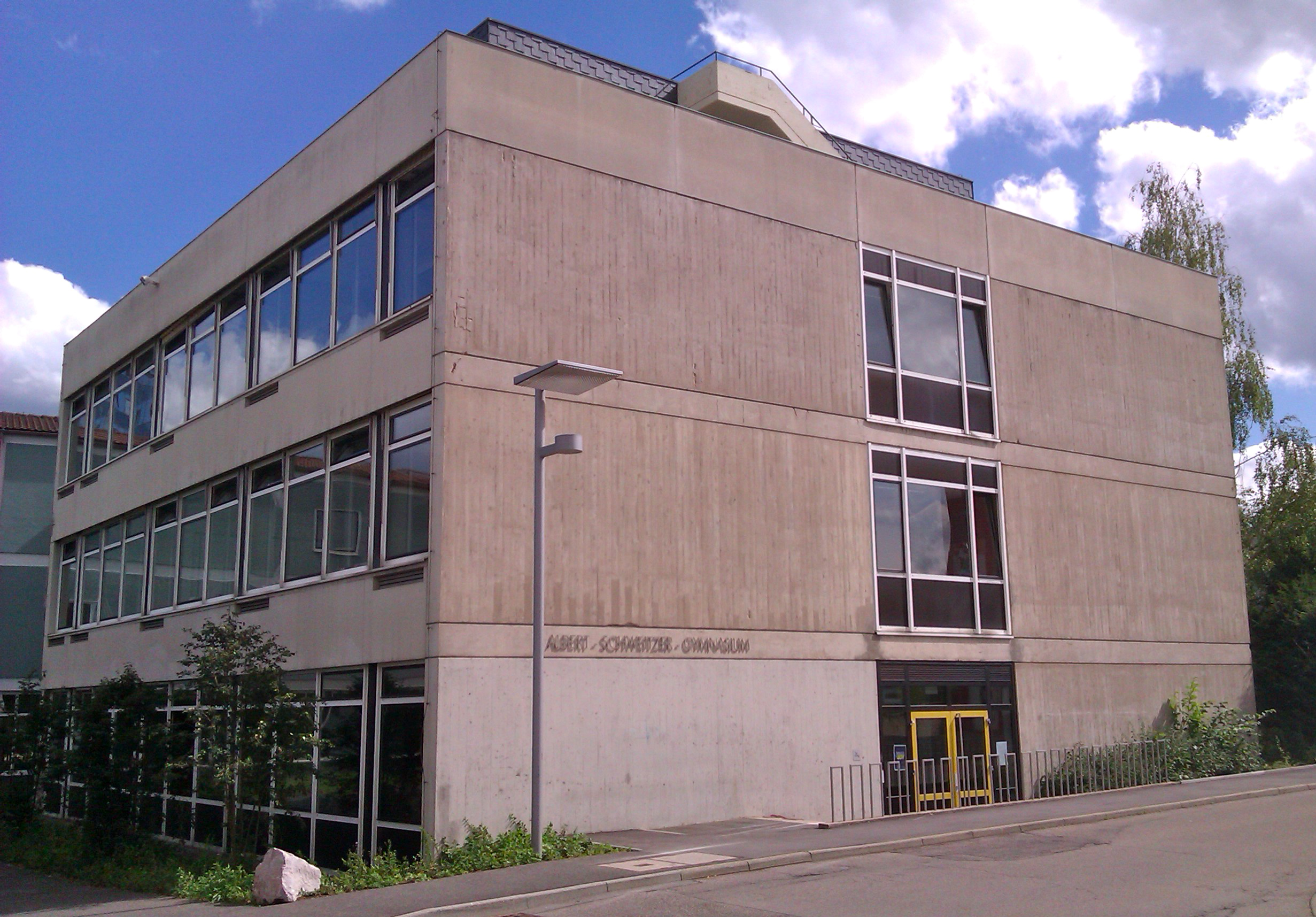
Das Nebengebäude vor der Sanierung

## Geschichte
Seit dem Mittelalter gab es in Leonberg eine Lateinschule, die 1919 als eine der letzten in Württemberg aufgehoben wurde. Danach gab es nur noch eine weiterführende Schule in der Stadt, nämlich die 1900 eröffnete Realschule. Diese wurde 1937 in eine Oberschule umgewandelt. Durch das rasche Bevölkerungswachstum nach dem Zweiten Weltkrieg wurde das Schulgebäude in den 1950er Jahren zu klein.
Im November 1953 erhielt die Oberschule die Bezeichnung Progymnasium. Sie umfasste sechs Schuljahre. 1954 beschloss der Gemeinderat einen Neubau. Die ersten beiden Bauabschnitte wurden am 20. Dezember 1957 eingeweiht.
Nachdem zum Schuljahr 1958/59 eine 7. (heute: 11.) Klasse eingerichtet wurde, hieß die Schule Progymnasium im Aufbau. Albert Schweitzer gab in einem Brief vom 1. Januar 1958 seine Zustimmung, dass das neue Gymnasium seinen Namen tragen durfte. 1961 legten die ersten 39 Schüler ihr Abitur ab. Weiter steigende Schülerzahlen machten bauliche Erweiterungen in den Jahren 1966 und 1967 notwendig. Das Albert-Schweitzer-Gymnasium war damals eine der größten Schulen in Baden-Württemberg.
Im Juli 1967 nahm ein neues Progymnasium im Gebäude des Albert-Schweitzer-Gymnasiums seinen Betrieb auf. Im September 1972 zog es als Johannes-Kepler-Gymnasium in einen Neubau um. Zuletzt waren mehr als 1200 Schüler unter beengten Verhältnissen unterrichtet worden. Die Entlastung war vorübergehend: Die Schülerzahl des Albert-Schweitzer-Gymnasiums stieg bis zum Jahr 1998 auf 1400.
Die Oberstufenreform begann im Schuljahr 1978/79 mit der Einführung des Kurssystems im 12. Jahrgang; 1984 wurde diese Reform korrigiert.
Im Februar 1980 wurde das sogenannte Atrium eröffnet, ein überdachter ehemaliger Lichthof, der als Stillarbeitsraum und für Veranstaltungen genutzt wird.
1986 eröffnete ein ehrenamtlich organisierter Mittagstisch unter dem Namen Triangel für die beiden Gymnasien und die benachbarte Gerhart-Hauptmann-Realschule im ehemaligen Gebäude des Martha-Johanna-Kindertagheims. Das Gebäude wurde im Herbst 2009 durch den Neubau einer Schülermensa ersetzt, der auch Raum für Stillarbeit, Spiel und Projekte bietet.
Als erste Stadt in Baden-Württemberg führte Leonberg im Schuljahr 2001/02 das G-8-Gymnasium ein. Dadurch wurde die Schulzeit bis zum Abitur um ein Jahr verkürzt.
In den Jahren 1999 bis 2005 wurden Schulgebäude und Ausstattung saniert und modernisiert. Im Sommer 2018 wurde mit weiteren Sanierungsarbeiten begonnen, die 2020 abgeschlossen werden sollen.
Mitte 2019 wurde gegen fünf Schüler der Schule ermittelt. Sie wurden verdächtigt, verfassungswidriges Material in einem Klassenchat auf WhatsApp verbreitet zu haben. Lehrer waren auf die Nachrichten aufmerksam geworden, woraufhin der Direktor der Schule die Polizei eingeschaltet hatte.

## Profil
Das Albert-Schweitzer-Gymnasium bietet einen naturwissenschaftlichen und einen neusprachlichen Bildungsgang.
Wie in den meisten Gymnasien Baden-Württembergs beginnen alle Schüler in der 5. Klasse mit Englisch, in der 6. Klasse kommt als zweite Fremdsprache Französisch oder Latein dazu. Ab der 8. Klasse wählen die Schüler zwischen dem naturwissenschaftlichen Zweig mit dem Hauptfach NwT (Naturwissenschaften und Technik) und dem sprachlichen Zweig mit Spanisch als dritter Fremdsprache. In den Jahrgängen 11 und 12 bestehen Wahlmöglichkeiten im System der reformierten Oberstufe. Bei diesem Kursangebot kooperiert das Albert-Schweitzer-Gymnasium unter anderem mit dem Johannes-Kepler-Gymnasium.

## Schüleraustausch
Das Albert-Schweitzer-Gymnasium unterhält einen Schüleraustausch mit dem Lycée Gustave Courbet in Belfort, der französischen Partnerstadt Leonbergs, und mit dem Collège de Brumath.

## Bildungspartnerschaften
2017 wurde das Albert-Schweitzer-Gymnasium mit dem BoriS-Berufswahl-Siegel ausgezeichnet und gehört damit zu den Schulen, die bei der Berufs- und Studienorientierung über die geforderten Standards hinausgehen.
So ermöglichen zahlreiche Bildungspartnerschaften, allen voran Verträge mit den Global Players Bosch und Trumpf, eine enge Verbindung zu Industrie, Wissenschaft und anderen Institutionen. Weitere Verträge wurden mit GEZE, Lösungsanbieter für Sicherheitstechnik und Schließsysteme, und dem Pumpenhersteller LEWA geschlossen, die beide ihren Stammsitz in Leonberg haben. Seit 2011 ist die Kreissparkasse Böblingen Bildungspartner des Albert-Schweitzer-Gymnasiums, wenig später folgte die Unterzeichnung der Verträge mit dem Finanzamt Leonberg und dem ebenfalls in Leonberg ansässigen Physiotherapie- und Gesundheitssportzentrum Aktivida.
Auch mit dem Lead-Institut der Universität Tübingen und der Leonberger KZ-Gedenkstätten-Initiative bestehen Partnerschaften.

## Projekte
Ein internationales Treffen von Gymnastikgruppen gehörte von 1970 bis 1996 zum Veranstaltungsprogramm in Leonberg. An den jährlichen Vorstellungen der Intergym nahmen Gruppen aus wechselnden Ländern teil. Die Gymnastikgruppe des Albert-Schweitzer-Gymnasiums reiste zu Gegenbesuchen in fünf Kontinente.
Von 1986 bis etwa 1998 baute eine Arbeitsgemeinschaft der Schule ein sogenanntes Biohaus im Stadtteil Warmbronn. Dabei wurden Grundsätze ökologischen Bauens in der Praxis erprobt, unter anderem Dachbegrünung, Sonnenkollektoren, Hypokaustenheizung, Lüftungssysteme und eine biologische Kläranlage. Das Haus wird seither von Studenten der Universität Hohenheim betreut und fortentwickelt.

## Schulangebote
Seit 1973 gehört Schultheater zum kulturellen Angebot der Schule, zunächst als Arbeitsgemeinschaft, dann auch als Grundkurs Literatur in der Oberstufe. Von 1973 bis 2007 wurden 36 Stücke inszeniert. Vier davon stammten aus der Feder des Lehrers Peter Höfer, der insgesamt rund 20 Stücke für Amateurtheatergruppen geschrieben hat und dafür 2007 mit dem Kulturpreis der SPD Leonberg geehrt wurde.
In der Musik arbeiten beide Leonberger Gymnasien seit Jahrzehnten zusammen. Schülerchöre, Elternchor, Orchester und Big Band bestehen aus Mitgliedern beider Schulen. Seit 1981 findet mindestens einmal im Jahr ein großes Weihnachts- oder Jahreskonzert statt, meistens in der katholischen Kirche St. Johannes. In der Unterstufe (5. bis 7. Klasse) werden Musicals inszeniert.
Weitere Arbeitsgemeinschaften stehen den Schülerinnen und Schülern zur Verfügung:
- Bewegung: Fußball, Ringen und Raufen, Schach sowie Zirkus
- Kultur: Mittel- und Oberstufenchor, Orchester, Technik, Theater, Unterstufenchor, Elternchor
- Garten AG
- Schulsanitätsdienst AG
- Technik AG

## Öffentlichkeitsarbeit
Die Jahresschrift (ehemals Schulblätter, heute Jahrbuch) erscheint jährlich (seit 1971) zu Beginn des neuen Schuljahres und umfasst die Ereignisse des Vorjahres.
Ein Förderverein besteht seit 1984. Seit 1987 heißt er Freundeskreis des Albert-Schweitzer-Gymnasiums Leonberg e. V.

## Bisherige Schulleiter
- Friedrich Schwab (Oberschule 1947 bis 1958)
- Willy Schumacher (1959 bis 1967)
- Werner von Bühler (1968 bis 1981)
- Jürgen Mertens (1981 bis 1998)
- Angela Schulz (1999 bis 2005)
- Ulrich Thiele (2005 bis 2007)
- Urte Burkhardt (2007 bis 2009 – kommissarisch)
- Klaus Nowotzin (2009 bis 2020)
- Sandra Heyn (seit 2020)

## Persönlichkeiten

### Schüler
- Werner Dittmann (1941–2002), Sonderpädagoge, Psychiater und Hochschullehrer
- Joachim Schütz (* 1947), Politiker (Grüne)
- Rolf Gössner (* 1948), Rechtsanwalt und Publizist
- Gerhard Bueß (1948–2010), Chirurg und Hochschullehrer
- Erwin Staudt (* 1948), Manager und Präsident des VfB Stuttgart
- Günter Müller (* 1948), Wirtschaftsinformatiker, Abitur 1967
- Martin Strohhäcker (* 1959), Organist und Hochschullehrer, Abitur 1978
- Jörg Lutz (* 1963), Oberbürgermeister von Lörrach, Abitur 1982
- Sebastian Lechner (* 1980), Politiker (CDU) und Landtagsabgeordneter, Abitur 2000

### Lehrer
- Otto Klett (1910–1976), Vertriebenenfunktionär, Lehrer ab 1947
- Eberhard Röhm (* 1928), Religionspädagoge und Autor, Lehrer bis 1972